# Diskografija Christine Aguilere
Diskografija Christine Aguilere, američke pop pjevačice, sadrži 6 studijskih albuma, jedan EP, 30 singlova, 4 videoalbuma i 29 spotova. 
1998. godine, Aguilera je odabrana da snimi pjesmu "Reflection" za Disneyjev animirani film film Mulan. Dok je snimala "Reflection", Aguilera je potpisala ugovor s diskografskom kućom RCA Records i objavila album sa svojim imenom 24. kolovoza 1999. godine. Album je dospio na prvo mjesto američke ljestvice Billboard 200, a prodano je 8 milijuna primjeraka albuma u SAD-u. i preko 17 milujuna primjeraka u svijetu. Njeni singlovi "Genie in a Bottle", "What a Girl Wants" i "Come On Over Baby (All I Want Is You)" bili su na prvom mjestu top ljestvice Billboard Hot 100 tijekom 1999. i 2000. godine, a singl "I Turn to You" dospio je na treće mjesto.
2000. godine, Aguilera je počela snimati svoj prvi album na španjolskome jeziku i svoj drugi studijski album pod imenom Mi Reflejo, koji je objavljen 12. rujna 2000. godine i sadrži španjolske inačice pjesama s njenog debitantskog albuma te nove pjesme na španjolskome. 2000. godine Aguilera je objavila treći studijski album, božićni album My Kind of Christmas, koji sadrži pjesmu "Christmas Time". 29. listopada 2002. godine, nakon mnogo odgoda, Aguilera je objavila četvrti studijski album, Stripped, kojeg je u prvom tjednu prodano više od 330 000 primjeraka tako dospjevši na drugo mjesto američke ljestvice Billboard 200. Drugi singl s albuma, "Beautiful", postigao je komercionalni uspjeh i pomogao albumu. Do danas, prodano je više od 13 milijuna primjeraka albuma Stripped.
Aguilerin peti studijski album, Back to Basics, objavljen je 15. kolovoza 2006. godine i debitirao na 1. mjestu u SAD-u zbog prodanih preko 346 000 primjeraka samo u SAD-u, Ujedinjenom Kraljevstvu i 11 drugih država. Aguilera je dupli CD opisala kao povratak u jazz, blues i soul stil 1920-tih, 1930-tih i 1940-tih s modernom primjesom. S albuma su skinuta tri komercionalno uspješna singla:  "Ain't No Other Man" koji je dospio između prvih 10 mjesta u SAD-u, europski broj jedan "Hurt" i "Candyman". Album je dobro ocijenjen kod glazbenih kritičara i prodano je 4,5 milijuna primjeraka albuma diljem svijeta.
Nakon 5 studijskih albuma, Aguilera je objavila svoj prvi album najvećih hitova pod imenom Keeps Gettin' Better: A Decade of Hits, kojeg je prodano 450 000 primjeraka u SAD-u i skoro 1 milijun primjeraka diljem svijeta. Aguilerin šesti studijski album Bionic iz 2010. godine, koji je imao elemente r&b-a, elektropop i synthpopa, upoznao je Aguileru s podijeljenim recenzijama i slabom prodajom.
Aguilera je prodala preko 46 milijuna albuma diljem svijeta, i preko 16 milijuna albuma samo u SAD-u. Prema časopisu Billboard, Aguilera je drugi izvođač s najprodavanijim singlovima 2000-tih, iza samo Madonne.

## Albumi

### Studijski albumi
| Album                                                                                | O albumu                                                                                     | Uspjeh na top ljestvicama | Uspjeh na top ljestvicama | Uspjeh na top ljestvicama | Uspjeh na top ljestvicama | Uspjeh na top ljestvicama | Uspjeh na top ljestvicama | Uspjeh na top ljestvicama | Uspjeh na top ljestvicama | Uspjeh na top ljestvicama | Uspjeh na top ljestvicama | Certifikacije                                                                                               | Prodaja                               |
| ------------------------------------------------------------------------------------ | -------------------------------------------------------------------------------------------- | ------------------------- | ------------------------- | ------------------------- | ------------------------- | ------------------------- | ------------------------- | ------------------------- | ------------------------- | ------------------------- | ------------------------- | --- | ------------------------------------- |
| Album                                                                                | O albumu                                                                                     | SAD                       | AUS                       | AUT                       | KAN                       | NJEM                      | IRS                       | NIZ                       | NZ                        | FR                        | UK                        | Certifikacije                                                                                               | Prodaja                               |
| Christina Aguilera                                                                   | - Objavljen: 24. kolovoza 1999. - Diskografska kuća: RCA - Format: CD, kaseta                | 1                         | 21                        | 15                        | 1                         | 13                        | 43                        | 21                        | 5                         | 44                        | 14                        | - 8× platinasta (SAD) - 6× platinasta m (KAN) - platinasta (AUS) - platinasta (UK) - platinasta (EU)        | - Svijet: 17.000.000 - SAD: 8 200 000 |
| Mi Reflejo                                                                           | - Objavljen: 12. rujna 2000. - Diskografska kuća: RCA - Format: CD, kaseta                   | 27                        | —                         | —                         | —                         | —                         | —                         | —                         | —                         | —                         | —                         | - 6× platinasta (Latin) (SAD)                                                                               | - Svijet: 3 000                       |
| My Kind of Christmas                                                                 | - Objavljen: 24. listopada 2000. - Diskografska kuća: RCA - Format: CD, kaseta               | 28                        | —                         | —                         | —                         | —                         | —                         | —                         | —                         | —                         | —                         | - platinasta (SAD)                                                                                          | - Svijet: 3 000 - SAD: 963 000        |
| Stripped                                                                             | - Objavljen: 26. listopada 2002. - Diskografska kuća: RCA - Format: CD, kaseta               | 2                         | 7                         | 10                        | 3                         | 6                         | 2                         | 3                         | 5                         | 49                        | 2                         | - 4× platinasta (SAD) - 2× platinasta (CAN) - 4× platinasta (AUS) - 5× platinasta (UK) - 3× platinasta (EU) | - Svijet: 13.000.000 - SAD: 4 200 000 |
| Back to Basics                                                                       | - Objavljen: 10. kolovoza 2006. - Diskografska kuća: RCA - Format: CD, digitalno preuzimanje | 1                         | 1                         | 1                         | 1                         | 1                         | 1                         | 1                         | 2                         | 10                        | 1                         | - platinasta (SAD) - 3× platinasta (CAN) - 2× platinasta (AUS) - platinasta (UK) - platinasta (EU)          | - Svijet: 4.500.000 - SAD: 1 700 000  |
| Bionic                                                                               | - Objavljen: 4. lipnja 2010. - Diskografska kuća: RCA - Format: CD, digitalno preuzimanje    | 3                         | 3                         | 3                         | 3                         | 6                         | 4                         | 6                         | 6                         | 23                        | 1                         | - zlatna (AUS)                                                                                              | - SAD: 285 000                        |
| "—" znači da album nije dospio na ljestvicu ili nije objavljen u određenom području. |                                                                                              |                           |                           |                           |                           |                           |                           |                           |                           |                           |                           | |                                       |

### Kompilacijski albumi
| Album                                                                                | O albumu                                                                                     | Uspjeh na top ljestvicama | Uspjeh na top ljestvicama | Uspjeh na top ljestvicama | Uspjeh na top ljestvicama | Uspjeh na top ljestvicama | Uspjeh na top ljestvicama | Uspjeh na top ljestvicama | Uspjeh na top ljestvicama | Uspjeh na top ljestvicama | Uspjeh na top ljestvicama | Certifikacije                | Prodaja                        |
| Album                                                                                | O albumu                                                                                     | SAD                       | AUS                       | AUT                       | KAN                       | NJEM                      | IRS                       | NIZ                       | NZ                        | FR                        | UK                        | Certifikacije                | Prodaja                        |
| Keeps Gettin' Better: A Decade of Hits                                               | - Objavljen: 7. studenoga 2008. - Diskografska kuća: RCA - Format: CD, digitalno preuzimanje | 9                         | 8                         | 10                        | 12                        | 20                        | 9                         | 28                        | 15                        | 7                         | 10                        | - zlatna (AUS) - zlatna (UK) | - Svijet: 1 000 - SAD: 433 000 |
| "—" znači da album nije dospio na ljestvicu ili nije objavljen u određenom području. |                                                                                              |                           |                           |                           |                           |                           |                           |                           |                           |                           |                           |                              |                                |

### Soundtrackovi
| Album     | O albumu                                                                            | Uspjeh na top ljestvicama | Uspjeh na top ljestvicama | Uspjeh na top ljestvicama | Uspjeh na top ljestvicama | Uspjeh na top ljestvicama | Uspjeh na top ljestvicama | Uspjeh na top ljestvicama | Uspjeh na top ljestvicama | Uspjeh na top ljestvicama | Uspjeh na top ljestvicama | Certifikacije  | Prodaja |
| Album     | O albumu                                                                            | SAD                       | AUS                       | AUT                       | KAN                       | NJEM                      | IRS                       | NIZ                       | NZ                        | FR                        | UK                        | Certifikacije  | Prodaja |
| --------- | ----------------------------------------------------------------------------------- | ------------------------- | ------------------------- | ------------------------- | ------------------------- | ------------------------- | ------------------------- | ------------------------- | ------------------------- | ------------------------- | ------------------------- | -------------- | ------- |
| Burlesque | - Objavljen: 19. studenoga 2010. - Izdavač: RCA - Format: CD, digitalno preuzimanje | 18                        | 2                         | 5                         | 16                        | 12                        | —                         | 78                        | 5                         | 108                       | 27                        | - zlatna (KAN) |         |

## Singlovi
| SAD                                                                                    | AUS   | AUT              | KAN              | NJEM             | IRS              | NIZ              | NZ               | FR               | UK               |                  |                  |                                                              |                                         |
| "Reflection"                                                                           | 1998. | —                | —                | —                | —                | —                | —                | —                | —                | —                | —                |                                                              | Mulan                                   |
| "Genie in a Bottle"                                                                    | 1999. | 1                | 2                | 1                | 1                | 2                | 2                | 2                | 2                | 3                | 1                | - SAD: platinasta - AUS: platinasta - FR: zlatna             | Christina Aguilera                      |
| "What a Girl Wants"                                                                    | 1999. | 1                | 5                | 22               | 5                | 18               | 7                | 9                | 1                | 11               | 3                | - SAD: zlatna - AUS: zlatna                                  | Christina Aguilera                      |
| "I Turn to You"                                                                        | 2000. | 3                | 40               | —                | 10               | 65               | 17               | 40               | 11               | —                | 19               |                                                              | Christina Aguilera                      |
| "Come On Over Baby (All I Want Is You)"                                                | 2000. | 1                | 9                | 35               | 14               | 27               | 9                | 6                | 2                | 33               | 8                | - SAD: zlatna - AUS: platinasta                              | Christina Aguilera                      |
| "Lady Marmalade" (with Pink, Lil' Kim & Mýa)                                           | 2001. | 1                | 1                | 3                | 17               | 1                | 1                | 2                | 1                | 12               | 1                | - AUS: 2× platinasta - UK: zlatna - FR: srebrna              | Moulin Rouge!                           |
| "Dirrty" (feat. Redman)                                                                | 2002. | 48               | 4                | 5                | 5                | 4                | 1                | 2                | 20               | 98               | 1                | - AUS: platinasta                                            | Stripped                                |
| "Beautiful"                                                                            | 2002. | 2                | 1                | 5                | 1                | 4                | 1                | 2                | 1                | 27               | 1                | - SAD: zlatna - AUS: platinasta                              | Stripped                                |
| "Fighter"                                                                              | 2003. | 20               | 5                | 12               | 3                | 13               | 4                | 5                | 14               | —                | 3                | - SAD: zlatna - AUS: zlatna                                  | Stripped                                |
| "Can't Hold Us Down" (feat. Lil' Kim)                                                  | 2003. | 12               | 5                | 13               | 20               | 9                | 5                | 10               | 2                | 27               | 6                | - AUS: zlatna                                                | Stripped                                |
| "The Voice Within"                                                                     | 2003. | 33               | 8                | 7                | 10               | 13               | 4                | 6                | 16               | —                | 9                |                                                              | Stripped                                |
| "Car Wash" (feat.Missy Elliott)                                                        | 2004. | 63               | 2                | 11               | —                | 6                | 5                | 3                | 2                | —                | 4                | - AUS: zlatna                                                | Car Wash                                |
| "Ain't No Other Man"                                                                   | 2006. | 6                | 6                | 7                | 4                | 5                | 3                | 12               | 5                | 26               | 2                | - SAD: platinasta - AUS: zlatna - KAN: platinasta            | Back to Basics                          |
| "Hurt"                                                                                 | 2006. | 19               | 9                | 2                | 28               | 2                | 6                | 2                | —                | 3                | 11               | - SAD: zlatna - AUS: zlatna - KAN: platinasta - FRA: srebrna | Back to Basics                          |
| "Candyman"                                                                             | 2007. | 25               | 2                | 14               | 9                | 11               | 12               | 12               | 2                | —                | 17               | - SAD: zlatna - AUS: platinasta                              | Back to Basics                          |
| "Slow Down Baby"                                                                       | 2007. | —                | 21               | —                | —                | —                | —                | —                | —                | —                | —                |                                                              | Back to Basics                          |
| "Oh Mother"                                                                            | 2007. | —                | —                | 23               | —                | 18               | —                | —                | —                | —                | —                |                                                              | Back to Basics                          |
| "Keeps Gettin' Better"                                                                 | 2008. | 7                | 26               | 15               | 4                | 14               | 14               | —                | 36               | —                | 14               |                                                              | Keeps Gettin' Better - A Decade of Hits |
| "Not Myself Tonight"                                                                   | 2010. | 23               | 22               | 26               | 11               | 24               | —                | 18               | 32               | —                | 12               | - AUS: zlatna                                                | Bionic                                  |
| "Woohoo" (feat. Nicki Minaj)                                                           | 2010. | 79               | —                | —                | 46               | —                | —                | —                | —                | —                | 148              |                                                              | Bionic                                  |
| "You Lost Me"                                                                          | 2010. | 119              | —                | —                | —                | —                | —                | 91               | —                | —                | 155              |                                                              | Bionic                                  |
| "Express"                                                                              | 2010. | Bit će objavljen | Bit će objavljen | Bit će objavljen | Bit će objavljen | Bit će objavljen | Bit će objavljen | Bit će objavljen | Bit će objavljen | Bit će objavljen | Bit će objavljen |                                                              | Burlesque                               |
| "—" znači da singl nije dospio na neku top ljstvicu ili nije objavljen na tom području |       |                  |                  |                  |                  |                  |                  |                  |                  |                  |                  |                                                              |                                         |

### Kao gostujući izvođač
| "All I Wanna Do" (Keizo Nakanishi feat. Christina Aguilera)                             | 1997 | —  | —  | —  | — | —  | —  | —  | — | —  | — |             | Spinning          |
| "Nobody Wants to Be Lonely" (Ricky Martin feat. Christina Aguilera)                     | 2001 | 13 | 8  | 13 | 6 | 5  | 12 | 4  | 1 | 28 | 4 | AUS: zlatna | Sound Loaded      |
| "What's Going On" (s Artists Against AIDS Worldwide)                                    | 2001 | 27 | —  | —  | — | —  | —  | —  | — | —  | — |             | Humanitarni singl |
| "El Último Adiós" (with Latin Stars Tribute)                                            | 2001 | —  | —  | —  | — | —  | —  | —  | — | —  | — |             | Humanitarni singl |
| "Tilt Ya Head Back" (Nelly feat. Christina Aguilera)                                    | 2004 | 58 | 5  | 42 | — | 27 | 12 | 16 | 4 | —  | 5 |             | Sweat             |
| "A Song for You" (Herbie Hancock feat.Christina Aguilera)                               | 2005 | —  | —  | —  | — | —  | —  | —  | — | —  | — |             | Possibilities     |
| "Tell Me" (Diddy feat. Christina Aguilera)                                              | 2006 | 47 | 13 | 19 | — | 5  | 8  | 21 | — | —  | 8 |             | Press Play        |
| "—" znači da singl nije dospio na neku top ljestvicu ili nije objavljen na tom području |      |    |    |    |   |    |    |    |   |    |   |             |                   |

## Promotivni singlovi
| Singl                          | Godina | Uspjeh na top ljestvicama | Uspjeh na top ljestvicama | Uspjeh na top ljestvicama | Uspjeh na top ljestvicama | Album                                   |
| Singl                          | Godina | SAD                       | UK                        | KAN                       | AUS                       | Album                                   |
| ------------------------------ | ------ | ------------------------- | ------------------------- | ------------------------- | ------------------------- | --------------------------------------- |
| "The Christmas Song"           | 1999   | 18                        | —                         | 22                        | —                         | My Kind of Christmas                    |
| "Christmas Time"               | 2000   | —                         | —                         | —                         | —                         | My Kind of Christmas                    |
| "Pero Me Acuerdo de Ti"        | 2000   | —                         | —                         | —                         | —                         | Mi Reflejo                              |
| "Falsas Esperanzas"            | 2001   | —                         | —                         | —                         | —                         | Mi Reflejo                              |
| "Hello (Follow Your Own Star)" | 2004   | —                         | —                         | —                         | —                         | Nije na albumu                          |
| "Dynamite"                     | 2008   | —                         | —                         | —                         | —                         | Keeps Gettin' Better - A Decade of Hits |
| "I Hate Boys"                  | 2010   | —                         | —                         | —                         | —                         | Bionic                                  |

## Ostale pjesme koje su dospjele na top ljestvice
| Pjesma               | Godina | Uspjeh na top ljestvicama | Uspjeh na top ljestvicama | Uspjeh na top ljestvicama | Uspjeh na top ljestvicama | Album                                  |
| Pjesma               | Godina | SAD                       | UK                        | DAN                       | SK                        | Album                                  |
| -------------------- | ------ | ------------------------- | ------------------------- | ------------------------- | ------------------------- | -------------------------------------- |
| "Walk Away"          | 2008.  | —                         | —                         | 35                        | —                         | Stripped                               |
| "Genie 2.0"          | 2008.  | —                         | 161                       | —                         | —                         | Keeps Gettin' Better: A Decade of Hits |
| "Lift Me Up" (uživo) | 2010.  | 125                       | —                         | —                         | —                         | Hope for Haiti Now                     |
| "Bionic"             | 2010.  | 66                        | —                         | —                         | —                         | Bionic                                 |
| "Glam"               | 2010.  | —                         | —                         | —                         | 62                        | Bionic                                 |

## Videospotovi
| Naziv                                             | Godina | Redatelj(i)                           |
| ------------------------------------------------- | ------ | ------------------------------------- |
| "Reflection"                                      | 1998.  | Tony Bancroft                         |
| "Genie in a Bottle"                               | 1999.  | Diane Martel                          |
| "Genio Atrapado"                                  | 1999.  | Diane Martel                          |
| "What a Girl Wants"                               | 1999.  | Diane Martel                          |
| "The Christmas Song"                              | 1999.  | Doug Biro, Clare Davies               |
| "I Turn to You"                                   | 2000.  | Joseph Kahn                           |
| "Por Siempre Tú"                                  | 2000.  | Joseph Kahn                           |
| "Come on Over Baby (All I Want Is You)"           | 2000.  | Paul Hunter                           |
| "Ven Conmigo (Solamente Tú)"                      | 2000.  | Paul Hunter                           |
| "Pero Me Acuerdo De Tí"                           | 2000.  | Kevin G. Bray                         |
| "Christmas Time"                                  | 2000.  | Lawrence Jordan                       |
| "Nobody Wants to Be Lonely" (s Rickyjem Martinom) | 2001.  | Wayne Isham                           |
| "Falsas Esperanzas"                               | 2001.  | Lawrence Jordan                       |
| "Lady Marmalade" (with Pink, Lil' Kim & Mýa)      | 2001.  | Paul Hunter                           |
| "Dirrty" (feat. Redman)                           | 2002.  | David LaChapelle                      |
| "Beautiful"                                       | 2002.  | Jonas Akerlund                        |
| "Fighter"                                         | 2003.  | Floria Sigismondi                     |
| "Can't Hold Us Down" (feat. Lil' Kim)             | 2003.  | David LaChapelle                      |
| "The Voice Within"                                | 2003.  | David LaChapelle                      |
| "Car Wash" (feat. Missy Elliott)                  | 2004.  | Rich Newey                            |
| "Tilt Ya Head Back" (s Nellyjem)                  | 2004.  | Little X                              |
| "Ain't No Other Man"                              | 2006.  | Bryan Barber                          |
| "Hurt"                                            | 2006.  | Floria Sigismondi, Christina Aguilera |
| "Tell Me" (s Diddyjem)                            | 2006.  | Erik White                            |
| "Candyman"                                        | 2007.  | Matthew Rolston, Christina Aguilera   |
| "Oh Mother"                                       | 2007.  | Hamish Hamilton, Jamie King           |
| "Save Me from Myself"                             | 2008.  | Christina Aguilera, Linda Perry       |
| "Keeps Gettin' Better"                            | 2008.  | Peter Berg                            |
| "Not Myself Tonight"                              | 2010.  | Hype Williams                         |
| "You Lost Me"                                     | 2010.  | Anthony Mandler                       |

## Vanjske poveznice
- Aguilerina službena stranica